# Ergasilus tenax
Ergasilus tenax är en kräftdjursart som beskrevs av L. S. Roberts 1965. Ergasilus tenax ingår i släktet Ergasilus och familjen Ergasilidae. Inga underarter finns listade i Catalogue of Life.